# X (gruppo musicale australiano)
Gli X sono una punk rock band australiana formatasi a Sydney nel 1977 capitanata da Ian Rilen. La band si è sciolta e riunita molte volte.
Sebbene gli X abbiano cambiato molti componenti durante la loro attività, il loro suono si distingue per due elementi: le potenti linee di basso di Rilen e la chitarra di Steve Lucas. La batterista Cathy Green si è unita alla band dal 1984.
Rilen è stato anche cofondatore della hard rock band Rose Tattoo. Durante la prima rottura degli X (1980-83), formò la band post punk Sardine v con la moglie Stephanie Rilen.

## Discografia

### Album studio
- 1979 - X-Aspirations LP, (X Music)
- 1979 - Mother (X), (X Music)
- 1985 - At Home With You LP, (Major)
- 1987 - Dream Baby, (White Label)
- 1989 - And More LP, (White Label)
- 2001 - I Love Rock'n'Roll EP, (Laughing Outlaw)

### Album dal vivo
- 1997 - X Live 8 July 1978, (Spiral Scratch)
- 2001 - Live at the Civic 1979, (Dropkick)
- 2003 - Evil Rumours, (Laughing Outlaw)

## Formazione
- Ian Rilen - voce, basso
- Steve Lucas - chitarra
- Cathy Green - batteria